# Communauté de communes du Grand Langres (vor 2017)
Die Communauté de communes du Grand Langres (vor 2017) ist ein ehemaliger französischer Gemeindeverband mit der Rechtsform einer Communauté de communes im Département Haute-Marne in der Region Grand Est. Sie wurde am 21. Dezember 2012 gegründet und umfasste 34 Gemeinden. Der Verwaltungssitz befand sich im Ort Langres.

## Historische Entwicklung
Der Gemeindeverband entstand mit Wirkung vom 1. Januar 2013 durch die Fusion der Vorgängerorganisationen
- Communauté de communes de l’Étoile de Langres und
- Communauté de communes de la Région de Neuilly-l’Évêque

unter Einbeziehung einzelner weiteren Gemeinden.
Mit Wirkung vom 1. Januar 2017 fusionierte der Gemeindeverband mit der Communauté de communes du Bassigny und bildete so die Nachfolgeorganisation Communauté de communes du Grand Langres.
Trotz der Namensgleichheit mit der Vorgängerorganisation handelt es sich um eine Neugründung mit anderer Rechtspersönlichkeit.

## Ehemalige Mitgliedsgemeinden
1. Andilly-en-Bassigny
2. Bannes
3. Beauchemin
4. Bonnecourt
5. Bourg
6. Champigny-lès-Langres
7. Changey
8. Chanoy
9. Charmes
10. Chatenay-Mâcheron
11. Chatenay-Vaudin
12. Courcelles-en-Montagne
13. Dampierre
14. Faverolles
15. Humes-Jorquenay
16. Langres
17. Lecey
18. Marac
19. Mardor
20. Neuilly-l’Évêque
21. Noidant-le-Rocheux
22. Orbigny-au-Mont
23. Orbigny-au-Val
24. Ormancey
25. Peigney
26. Perrancey-les-Vieux-Moulins
27. Plesnoy
28. Poiseul
29. Rolampont
30. Saint-Ciergues
31. Saint-Martin-lès-Langres
32. Saint-Maurice
33. Saints-Geosmes
34. Voisines